# TIM/TOM komplex

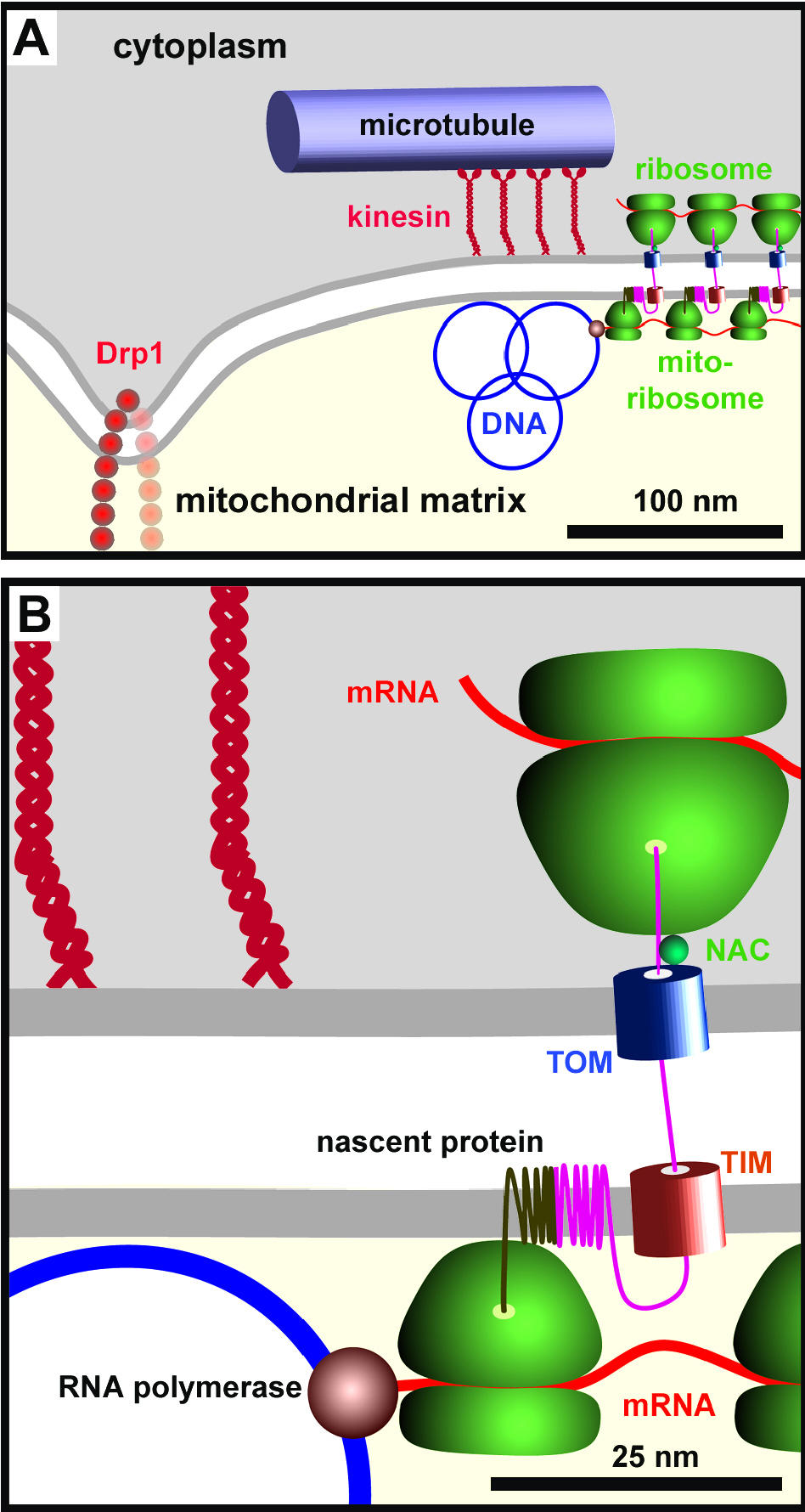
schéma vykreslující transportní úlohu komplexu

TIM/TOM komplex (případně zvlášť, TIM komplex a TOM komplex) je označení pro dva enzymatické komplexy, které jsou schopné přenášet molekuly přes membrány mitochondrií. TIM komplex přenáší přes vnitřní membránu (TIM, translocase of the inner membrane), zatímco TOM komplex přes membránu vnější (TOM, translocase of the outer membrane).